# Deniss Ivanovs
Deniss Ivanovs est un footballeur letton né le 11 janvier 1984 à Liepāja. Il évolue actuellement à Sivasspor et en équipe de Lettonie de football au poste de défenseur.

## Carrière
- 2001-2009 :  FK Liepājas Metalurgs
- 2009-2010 :  Ajax Cape Town
- 2010-2011 :  Sivasspor
- 2011-2013 :  FK Bakou
- jan. 2014-2014 :  FC Botosani
- 2014-déc. 2014 :  FK Liepāja
- jan. 2015-2015 :  Nyíregyháza Spartacus FC
- depuis 2015 :  FK Liepāja

## Palmarès
- Coupe de Lettonie : 2017

## Sélection nationale
- 40 sélections et 2 buts avec l'équipe de Lettonie de football depuis 2003.